# Suore degli infermi di San Francesco
Le Suore degli Infermi di San Francesco (in tedesco Krankenschwestern des Hl. Franziskus, in latino Congregatio Sororum III Ordinis S.P. Francisci Infirmis Ministrantium) sono un istituto religioso femminile di diritto pontificio.

## Storia

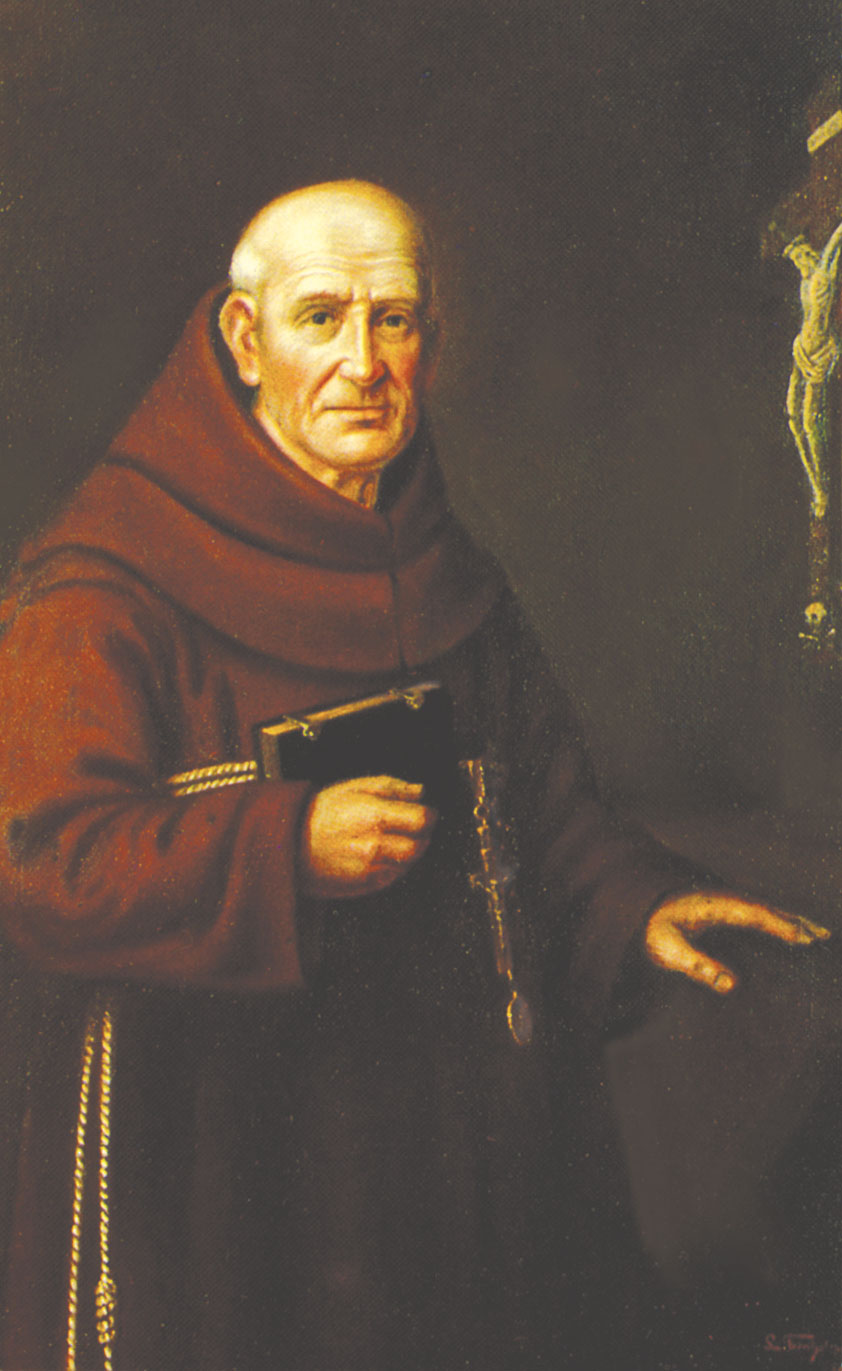
Christoph Bernsmeyer, fondatore della congregazione

La congregazione venne fondata da Christoph Bernsmeyer (1777-1858), frate minore recolletto: il 2 luglio 1844 organizzò a Telgte una fraternità di terziarie francescane per l'assistenza agli ammalati poveri e diede loro una regola approvata dal superiore provinciale dei minori recolletti di Vestfalia. Nel 1847, a causa dello scoppio di un'epidemia di tifo in Slesia, le suore aprirono la loro prima filiale a Oppeln (l'attuale Opole, in Polonia).
Nell'ottobre del 1848 il vescovo di Münster Johann Georg Müller eresse per le suore il convento di Sankt Elisabeth a Telgte e affidò la direzione delle religiose a Bernsmeyer; per desiderio dello stesso vescovo Müller, nel 1873 la sede generalizia della congregazione venne trasferita a Münster. Il 20 maggio 1902 la congregazione venne aggregata all'Ordine dei Frati Minori.
L'istituto venne approvato provvisoriamente dalla Santa Sede il 2 ottobre 1901 e definitivamente l'8 marzo 1950: le sue costituzioni vennero approvate il 29 settembre 1934.

## Attività e diffusione
Le Suore degli Infermi di San Francesco si dedicano all'assistenza sanitaria, soprattutto dei poveri e dei bisognosi.
Sono presenti in Europa (Germania, Paesi Bassi, Polonia, Repubblica Ceca), in Asia (Corea del Sud, Giappone, India), nelle Americhe (Haiti, Stati Uniti d'America) e in Africa (Tanzania): la sede generalizia è a Münster.
Al 31 dicembre 2005 l'istituto contava 1.210 religiose in 117 case.